# Marco Cellai
Marco Cellai (ur. 5 marca 1944 we Florencji) – włoski polityk, działacz partyjny i samorządowiec, parlamentarzysta krajowy, poseł do Parlamentu Europejskiego II i IV kadencji.

## Życiorys
Ukończył szkołę średnią typu liceo classico. Długoletni działacz Włoskiego Ruchu Społecznego i Sojuszu Narodowego, był etatowym działaczem tych ugrupowań, członkiem ich władz regionalnych i krajowych. Od 1970 do 1999 zasiadał w radzie miejskiej we Florencji. Od 1992 do 1994 sprawował mandat posła do Izby Deputowanych XI kadencji. W latach 1988–1989 i 1994–1999 był eurodeputowanym II i IV kadencji, pracował m.in. w Komisji ds. Polityki Regionalnej. Od 2005 do 2010 zasiadał w radzie regionalnej Toskanii, po integracji ugrupowań prawicowych działał w Ludzie Wolności.